# フレディ・ハイモア
アルフレッド・トーマス・“フレディ”・ハイモア（Alfred Thomas "Freddie" Highmore, 1992年2月14日 - ）は、イギリスの俳優。

## 来歴

### 私生活
ロンドン出身。父親は俳優のエドワード・ハイモア（Edward Highmore）、母親はダニエル・ラドクリフやイメルダ・スタウントンのエージェントであるスー・ラティマー。1995年生まれの弟バーティ（アルバート）も俳優。ケンブリッジ大学をスペイン語とアラビア語でのダブルファーストの成績で卒業している。趣味の1つはサッカー、シーズンチケットを持っているほどのアーセナルファンである。
また、テレビゲームも趣味。クラリネットを演奏できる。また、映画『奇跡のシンフォニー』で演じるために6ヶ月間特訓したため、ギターも演奏できる。
2009年夏、同じく子役のダコタ・ファニングとのディナーデートが報じられる。

### 俳優活動
1999年に『Woman Talking Dirty』でデビュー。
2004年公開のマーク・フォースター監督作品『ネバーランド』にてピーター・パンのモデルになったとされるピーター少年役での自然かつ繊細な演技が評価され、クリティクス・チョイス・ムービー・アワード 若手男優賞などを受賞し、注目の子役となる。翌年公開のティム・バートン監督作品『チャーリーとチョコレート工場』でジョニー・デップの推薦により
、主人公チャーリー役に起用された。同作品で再びクリティクス・チョイス・ムービー・アワード 若手男優賞を受賞した。
2009年公開の『鉄腕アトム』をハリウッドでアニメ化した『ATOM』では、主人公アトムの声を担当した。
2013年に放送開始したドラマ『ベイツ・モーテル』では、ノーマン・ベイツ役を演じている。
2017年に放送開始したドラマ『グッド・ドクター 名医の条件』では主演及び製作を務める。

### トリビア
尊敬する俳優は、『ネバーランド』や『チャーリーとチョコレート工場』で共演したジョニー・デップ。
ケンブリッジ大学エマニュエル・カレッジでスペイン語とアラビア語を専攻。ダブルファーストで卒業。
フランス語、スペイン語を流暢に話す。

## 出演作品
※太字表記は主演。

### 映画
| 年   | 題名                                                                   | 役名                                    | 備考                                            | 吹き替え                                          |
| ---- | ---------------------------------------------------------------------- | --------------------------------------- | ----------------------------------------------- | ------------------------------------------------- |
| 2004 | ジム・ヘンソンの不思議の国の物語 Five Children and It                  | ロバート                                | 日本劇場未公開                                  | 矢島晶子                                          |
| 2004 | トゥー・ブラザーズ Two Brothers                                        | ラウール                                |                                                 | 海鋒拓也                                          |
| 2004 | ネバーランド Finding Neverland                                         | ピーター・ルウェリン・デイヴィズ        | 池田恭祐                                        |                                                   |
| 2005 | チャーリーとチョコレート工場 Charlie and the Chocolate Factory         | チャーリー・バケット                    | 池田恭祐（劇場公開版） 冨澤風斗（日本テレビ版） |                                                   |
| 2006 | プロヴァンスの贈りもの A Good Year                                     | 少年時代のマックス                      | 亀井芳子（ソフト版） 池田恭祐（機内版）         |                                                   |
| 2006 | アーサーとミニモイの不思議な国 Arthur and the Invisibles               | アーサー                                | 神木隆之介                                      |                                                   |
| 2007 | 奇跡のシンフォニー August Rush                                         | エヴァン・テイラー オーガスト・ラッシュ | 白石涼子                                        |                                                   |
| 2007 | ライラの冒険 黄金の羅針盤 The Golden Compass                           | パンタライモン                          | 声の出演                                        | 成海璃子（劇場公開版） 水田わさび（テレビ朝日版） |
| 2008 | スパイダーウィックの謎 The Spiderwick Chronicles                       | サイモン・ジョージ ジャレッド・ジョージ |                                                 | 大久保祥太郎                                      |
| 2009 | ATOM Astro Boy                                                         | アトム                                  | 声の出演                                        | 上戸彩                                            |
| 2009 | アーサーと魔王マルタザールの逆襲 Arthur and the Vengeance of Maltazard | アーサー                                |                                                 | 神木隆之介                                        |
| 2010 | Master Harold...and the Boys                                           | Hally Ballard                           |                                                 | N/A                                               |
| 2010 | アーサーとふたつの世界の決戦 Arthur3:The War of the Two Worlds         | アーサー                                | 日本劇場未公開                                  | 池田恭祐                                          |
| 2010 | トースト〜幸せになるためのレシピ〜 Toast                               | ナイジェル                              | テレビ映画                                      | （吹き替え版なし）                                |
| 2011 | 最低で最高のサリー The Art Of Getting By                               | ジョージ・ズィナヴォイ                  | 日本劇場未公開                                  | 内山昂輝                                          |
| 2013 | ジャスティンと勇気の騎士の物語 Justin and the Knight of Valour         | ジャスティン                            | 声の出演 日本劇場未公開                         | （吹き替え版なし）                                |
| 2016 | The Journey                                                            | ジャック                                |                                                 | N/A                                               |
| 2016 | Almost Friends                                                         | チャーリー・ブレナー                    | N/A                                             |                                                   |
| 2020 | 銀のドラゴン ファイアドレイク Dragon Rider                             | ベン                                    | 声の出演                                        | 観世智顕                                          |
| 2021 | ウェイ・ダウン The Vault                                               | トム・ジョンソン                        | 兼製作                                          | 池田恭祐                                          |
| 2023 | The Canterville Ghost                                                  | The Duke of Cheshire                    | 声の出演                                        | N/A                                               |

### テレビシリーズ
| 年        | 題名                                         | 役名                     | 備考         | 吹き替え |
| --------- | -------------------------------------------- | ------------------------ | ------------ | -------- |
| 2013-2017 | ベイツ・モーテル Bates Motel                 | ノーマン・ベイツ         | 計50話出演   | 岡本信彦 |
| 2016      | Close to the Enemy                           | ヴィクター・ファーガソン | 計7話出演    | N/A      |
| 2017-2024 | グッド・ドクター 名医の条件 The Good Doctor  | ショーン・マーフィー     | 兼製作       | 岡本信彦 |
| 2021      | レオナルド 〜知られざる天才の肖像〜 Leonardo | ステファノ               | 兼製作総指揮 | 岡本信彦 |

## 日本語吹き替え
主に担当しているのは、以下の二人である。
岡本信彦
『ベイツ・モーテル』で初担当。以降、主にフレディが出演したテレビドラマの吹き替えを担当している。『レオナルド～知られざる天才の肖像～』で担当した際には、フレディの吹き替えについて「フレディ本人の声は相変わらず、かわいい感じなので迷ったが、見た目がごつくなったので、そのイメージに合わせて、吹き替えの声はより低くした」と振り返っており、その一方で「声を低くしすぎると悪人のように聞こえてしまう。バランスが難しい」と苦労したことを振り返っている。フレディの演技を声で表現することに対しては 「硬い印象から、緩やかに柔らかく。そこが今、演じていて楽しいところです。」と述懐している。
池田恭祐
『ネバーランド』で初担当。主に子役時代に演じた作品を声の出演も含め、多く担当した。近年は上述の岡本が吹き替えることが多くなっているが、『ウェイ・ダウン』で11年ぶりにフレディの吹き替えを担当している。
このほかにも、矢島晶子、白石涼子、神木隆之介、内山昂輝なども声を当てている。